# Bocaina do Sul
Bocaina do Sul é um município brasileiro do Estado de Santa Catarina. Localiza-se a uma latitude 27º44'40" sul e a uma longitude 49º56'40" oeste, estando a uma altitude de 860 metros. Sua população estimada em 2024 foi de 3.618 habitantes. Possui uma área de 511,101 km².
Está localizada na região do Planalto Serrano catarinense, sendo localizada à distância de 193,4 km de Florianópolis e 43,3 km de Lages. As cidades mais próximas e limítrofes são: Lages, Painel, Otacílio Costa, Bom Retiro,  Rio Rufino e Urupema.

## Economia
A economia da cidade se resume na pecuária; apicultura; piscicultura; extrativismo vegetal através de reflorestamentos destinados à indústria regional de celulose e moveleira; extração do vime; produção de erva-mate; plantação de milho, feijão e fumo. As pequenas indústrias locais são tipicamente familiares e se concentram na fabricação de produtos coloniais.

## Turismo
Como atrações turísticas de Bocaina do Sul, cita-se a represa, a Cachoeira de Pinheiro Marcado, a antiga fábrica de papel (propriedade particular aberta à visitação) e a Lagoa do Foge (ligação do Aquífero Guarani, na Fazenda Goiabeira). A produção local, o artesanato em vime e a comida típica da região são apresentados na Feira Anual da Mostra do Campo, na primeira semana após a Páscoa. Outro importante encontro da comunidade é a Festa da Padroeira Nossa Senhora da Boa Viagem, realizada em fevereiro.
O turismo crescente da região serrana é uma atividade econômica que se caracteriza como turismo rural: hospedagem (em pousadas rurais), alimentação (a comida típica da região é o arroz com paçoca de pinhão) e visitação (passeios a cavalo e pesque-pagues) às fazendas e outras propriedades rurais belíssimas.

## Prefeitos e vereadores eleitos em Bocaina do Sul[5][6][7][8][9][10]
A primeira eleição para prefeito de Bocaina do Sul ocorreu no ano de 1996 e elegeu a senhora Tereza de Medeiros Luciano como a primeira prefeita do município. A lista abaixo apresenta todos os prefeitos e vice-prefeitos eleitos de Bocaina do Sul.
| Lista de prefeitos eleitos de Bocaina do Sul - SC | Lista de prefeitos eleitos de Bocaina do Sul - SC | Lista de prefeitos eleitos de Bocaina do Sul - SC | Lista de prefeitos eleitos de Bocaina do Sul - SC | Lista de prefeitos eleitos de Bocaina do Sul - SC | Lista de prefeitos eleitos de Bocaina do Sul - SC |
| ------------------------------------------------- | ------------------------------------------------- | ------------------------------------------------- | ------------------------------------------------- | ------------------------------------------------- | ------------------------------------------------- |
| Ano                                               | Prefeito                                          | Partido                                           | Vice-prefeito                                     | Partido                                           | Votos                                             |
| 1996                                              | Tereza de Medeiros Luciano                        | PFL                                               | Darci Guimarães de Souza                          | PPB                                               | 1.053                                             |
| 2000                                              | Osni Flávio de Oliveira                           | PSDB                                              | Darci Guimarães de Souza                          | PTB                                               | 1.423                                             |
| 2004                                              | Osni Flávio de Oliveira                           | PSDB                                              | Nério Alves de Liz                                | PMDB                                              | 1.205                                             |
| 2008                                              | Marta Regina Goss                                 | PSDB                                              | Luiz Carlos Schmuler                              | PMDB                                              | 1.165                                             |
| 2012                                              | Luiz Carlos Schmuler                              | PMDB                                              | Valmir Martins Luciano                            | DEM                                               | 1.399                                             |
| 2016                                              | Luiz Carlos Schmuler                              | PMDB                                              | Valmir Martins Luciano                            | PSD                                               | 1.510                                             |
| 2020                                              | João Eduardo Della Justina                        | PSDB                                              | Alice Pessoa Cordova                              | PSL                                               | 1.670                                             |

A relação abaixo apresenta todos os vereadores eleitos em Bocaina do Sul desde o ano de 1996
| 1ª Legislatura (1997-2000)    | 1ª Legislatura (1997-2000) | 1ª Legislatura (1997-2000) | 2ª Legislatura (2001-2004)    | 2ª Legislatura (2001-2004) | 2ª Legislatura (2001-2004) |
| ----------------------------- | -------------------------- | -------------------------- | ----------------------------- | -------------------------- | -------------------------- |
| Vereador                      | Partido                    | Votos                      | Vereador                      | Partido                    | Votos                      |
| José Alevir Gonçalves Padilha | PFL                        | 165                        | Nério Alves de Liz            | PPB                        | 188                        |
| Avelino Miranda Neto          | PSDB                       | 147                        | Jairo Varela de Andrade       | PFL                        | 165                        |
| Wilmar da Costa Martins       | PFL                        | 131                        | José Alevir Gonçalves Padilha | PFL                        | 139                        |
| Célio José Assink             | PSDB                       | 117                        | João Batista Becker           | PTB                        | 138                        |
| Osni Batista de Souza         | PPB                        | 116                        | Célio José Assink             | PSDB                       | 132                        |
| Sebastião Carlos Padilha      | PMDB                       | 107                        | Vera Lúcia Antunes            | PSDB                       | 130                        |
| Vera Lúcia Antunes            | PSDB                       | 102                        | Avelino Miranda Neto          | PSDB                       | 118                        |
| Nério Alves de Liz            | PPB                        | 102                        | Marta Regina Goss             | PSDB                       | 118                        |
| Marta Regina Goss             | PSDB                       | 87                         | Nélvio Costa de Souza         | PFL                        | 86                         |

| 3ª Legislatura (2005-2008)           | 3ª Legislatura (2005-2008) | 3ª Legislatura (2005-2008) | 4ª Legislatura (2009-2012)   | 4ª Legislatura (2009-2012) | 4ª Legislatura (2009-2012) |
| ------------------------------------ | -------------------------- | -------------------------- | ---------------------------- | -------------------------- | -------------------------- |
| Vereador                             | Partido                    | Votos                      | Vereador                     | Partido                    | Votos                      |
| Valmir Martins Luciano               | PFL                        | 251                        | Volnir Sebastião Schmoeller  | DEM                        | 151                        |
| Marta Regina Goss                    | PSDB                       | 200                        | Sebastião Carlos Padilha     | PMDB                       | 142                        |
| João Batista Becker                  | PTB                        | 198                        | Maryana Oliveira de Liz      | PP                         | 132                        |
| Vera Lúcia Antunes                   | PSDB                       | 139                        | Vera Lúcia Antunes           | PSDB                       | 126                        |
| Soraia Aparecida Batista Schlichting | PSDB                       | 136                        | Pedro Souza da Cruz          | PSDB                       | 106                        |
| Agostinho Cipistrano Basquerote      | PFL                        | 127                        | Célio José Assink            | PSDB                       | 97                         |
| Eli Aparecida de Paula Padilha       | PFL                        | 121                        | Amilton Flávio de Liz        | DEM                        | 93                         |
| Ozenaldo Neves                       | PMDB                       | 121                        | Jorge da Luz Córdova         | DEM                        | 89                         |
| Célio José Assink                    | PSDB                       | 113                        | Marli de Fátima Taruhn Silva | PPS                        | 69                         |

| 5ª Legislatura (2013-2016)   | 5ª Legislatura (2013-2016) | 5ª Legislatura (2013-2016) | 6ª Legislatura (2017-2020)    | 6ª Legislatura (2017-2020) | 6ª Legislatura (2017-2020) |
| ---------------------------- | -------------------------- | -------------------------- | ----------------------------- | -------------------------- | -------------------------- |
| Vereador                     | Partido                    | Votos                      | Vereador                      | Partido                    | Votos                      |
| João Tadeu Assink            | PMDB                       | 149                        | João Tadeu Assink             | PMDB                       | 174                        |
| Renaldo Basquerote Souza     | PSDB                       | 131                        | Dhones de Oliveira            | PSDB                       | 157                        |
| Maryana Oliveira de Liz      | PP                         | 126                        | Joarez Sutil de Souza         | PMDB                       | 154                        |
| Márcio José Gamba Coelho     | PSD                        | 121                        | Gabriel Prado Miranda         | PR                         | 149                        |
| Célio José Assink            | PSDB                       | 120                        | Claudio Rogerio Schmoeller    | DEM                        | 136                        |
| Marli de Fátima Taruhn Silva | PPS                        | 119                        | Maryana Oliveira de Liz       | PP                         | 136                        |
| Jairo Varela Andrade         | PSDB                       | 117                        | Renaldo Basquerote Souza      | DEM                        | 126                        |
| Sílvio Pessoa Freitas        | PSD                        | 100                        | Edson José Sutil de Figueredo | PSDB                       | 111                        |
| Jorge da Luz Córdova         | DEM                        | 98                         | Waldir Antônio Taruhn         | PSDB                       | 67                         |

| 7ª Legislatura (2021-2024)    | 7ª Legislatura (2021-2024) | 7ª Legislatura (2021-2024) |
| ----------------------------- | -------------------------- | -------------------------- |
| Vereador                      | Partido                    | Votos                      |
| Meliana Goss Neves            | PSDB                       | 276                        |
| João Tadeu Assink             | MDB                        | 184                        |
| Patrícia Costa Melo           | MDB                        | 176                        |
| Ivan Alex Cruz                | PSDB                       | 174                        |
| Edson José Sutil de Figueredo | PSDB                       | 160                        |
| Joarez Sutil de Souza         | MDB                        | 144                        |
| Maico Cristiano de Souza      | MDB                        | 140                        |
| Renaldo Basquerote Souza      | MDB                        | 130                        |
| Dhones de Oliveira            | PSDB                       | 122                        |